# Olympische Sommerspiele 2020/Leichtathletik – 800 m (Frauen)
Der 800-Meter-Lauf der Frauen bei den Olympischen Spielen 2020 in Tokio wurde vom 30. Juli bis 3. August 2021 im Nationalstadion ausgetragen.
Olympiasiegerin wurde die US-Amerikanerin Athing Mu. Silber gewann die Britin Keely Hodgkinson und Bronze ging an die US-Amerikanerin Raevyn Rogers.

## Aktuelle Titelträgerinnen
| Olympiasiegerin                         | Caster Semenya ( Südafrika)       | 1:55,28 min | Rio de Janeiro 2016 |
| Weltmeisterin                           | Halimah Nakaayi ( Uganda)         | 1:58,04 min | Doha 2019           |
| Europameisterin                         | Natalija Pryschtschepa ( Ukraine) | 2:00,38 min | Berlin 2018         |
| Nord-/Zentralamerika-/Karibik-Meisterin | Ajeé Wilson ( USA)                | 1:57,52 min | Toronto 2018        |
| Südamerikameisterin                     | Déborah Rodríguez ( Uruguay)      | 2:02,68 min | Lima 2019           |
| Asienmeisterin                          | Marimuthu Gomathy ( Indien)       | 2:02,70 min | Doha 2019           |
| Afrikameisterin                         | Caster Semenya ( Südafrika)       | 1:56,06 min | Asaba 2018          |
| Ozeanienmeisterin                       | Catriona Bisset ( Australien)     | 2:02,16 min | Townsville 2019     |

## Rekorde

### Bestehende Rekorde
| Weltrekord         | Jarmila Kratochvílová ( Tschechoslowakei) | 1:53,28 min | München, Deutschland          | 26. Juli 1983 |
| Olympischer Rekord | Nadija Olisarenko ( Sowjetunion)          | 1:53,43 min | Finale OS Moskau, Sowjetunion | 27. Juli 1980 |

Der nun schon seit 41 Jahren bestehende olympische Rekord wurde auch bei diesen Spielen nicht erreicht. Die schnellste Zeit erzielte die US-amerikanische Olympiasiegerin Athing Mu mit 1:55,21 min im Finale am 3. August. Den Olympiarekord verfehlte sie damit um 1,78 Sekunden. Zum Weltrekord fehlten ihr 1,93 Sekunden.

### Rekordverbesserungen
Es wurden vier neue Landesrekorde aufgestellt:
- 2:00,15 min – Sara Kuivisto (Finnland), sechster Vorlauf am 30. Juli
- 1:59,41 min – Sara Kuivisto (Finnland), zweites Halbfinale am 31. Juli
- 1:55,11 min – Athing Mu (USA), Finale am 3. August
- 1:55,88 min – Keely Hodgkinson (Großbritannien), Finale am 3. August

## Vorrunde
Die Vorrunde wurde in sechs Läufen durchgeführt. Für das Halbfinale qualifizierten sich pro Lauf die ersten drei Athletinnen (hellblau unterlegt). Darüber hinaus kamen die sechs Zeitschnellsten, die sogenannten Lucky Loser (hellgrün unterlegt), weiter.

### Lauf 1

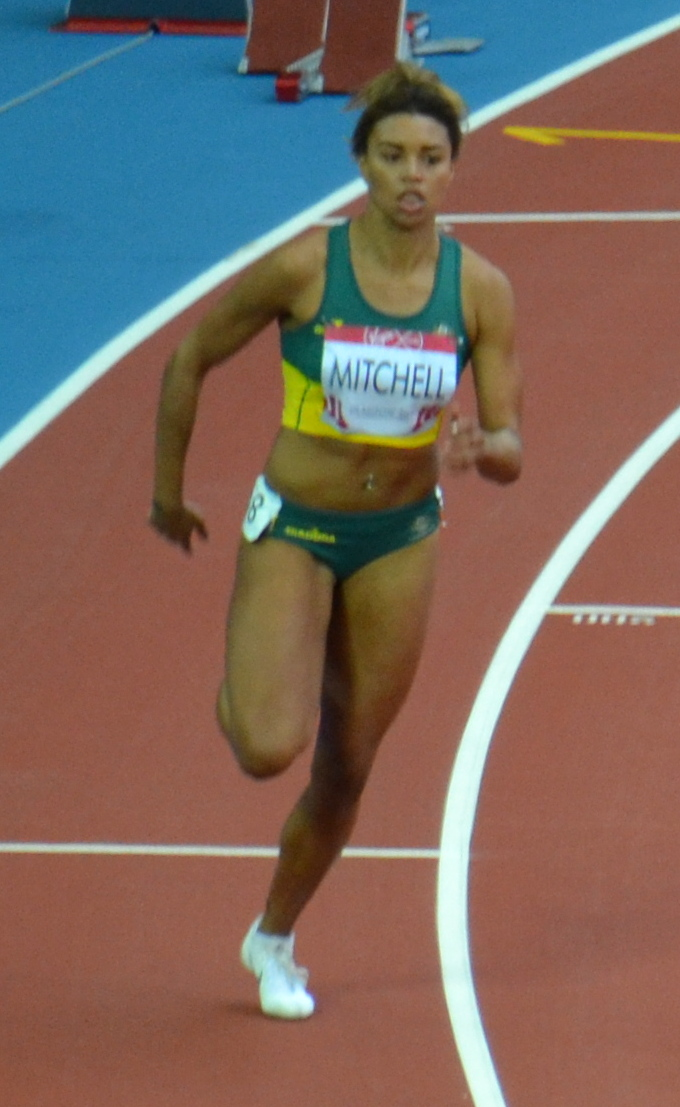
Morgan Mitchell – ausgeschieden als Sechste des ersten Vorlaufs
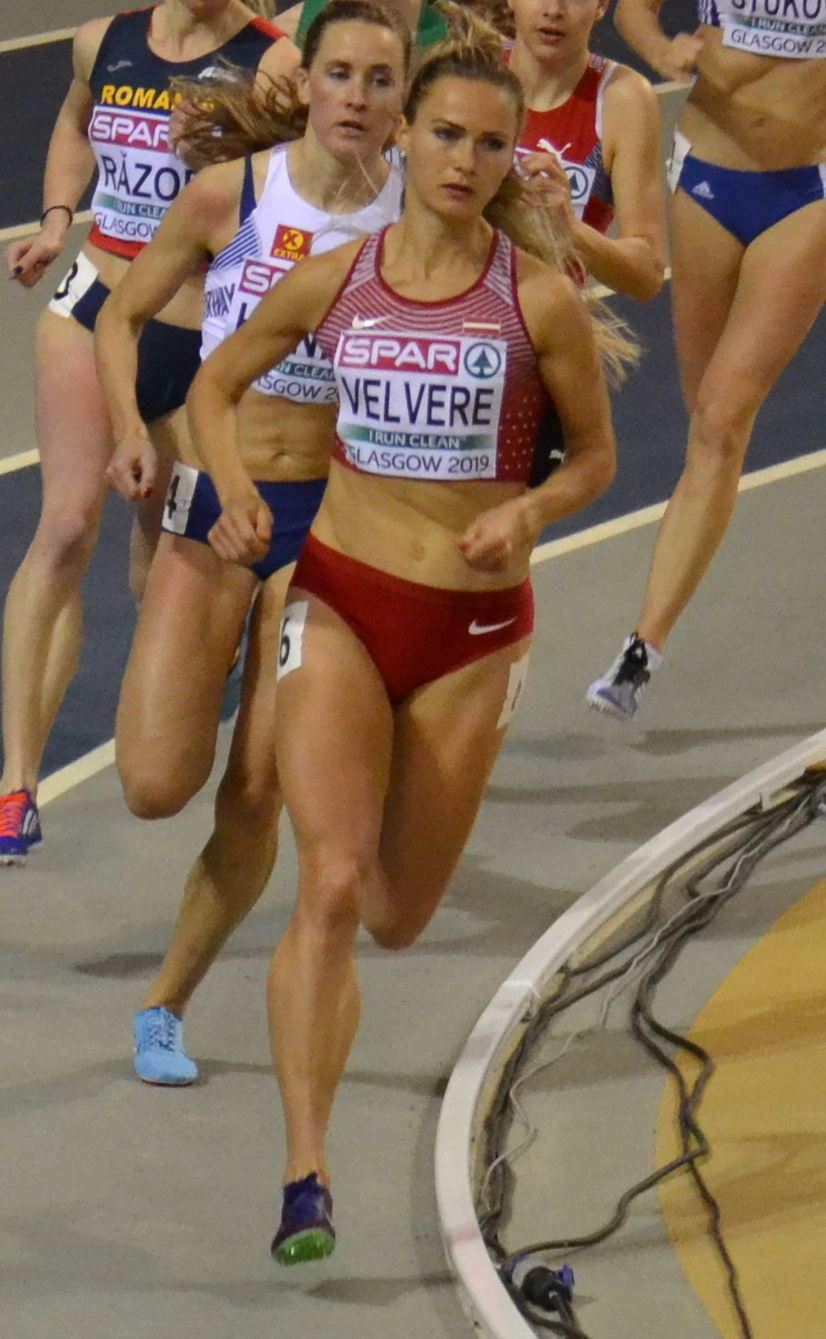
Līga Velvere – Rennen nicht beendet

30. Juli 2021, 10:25 Uhr (3:25 Uhr MESZ)
| Platz | Name            | Nation     | Zeit (min) |
| ----- | --------------- | ---------- | ---------- |
| 1     | Rénelle Lamote  | Frankreich | 2:01,92    |
| 2     | Winnie Nanyondo | Uganda     | 2:02,02    |
| 3     | Lore Hoffmann   | Schweiz    | 2:02,05    |
| 4     | Angelika Sarna  | Polen      | 2:02,18    |
| 5     | Madeleine Kelly | Kanada     | 2:02,39    |
| 6     | Morgan Mitchell | Australien | 2:05,44    |
| DNF   | Līga Velvere    | Lettland   |            |

### Lauf 2

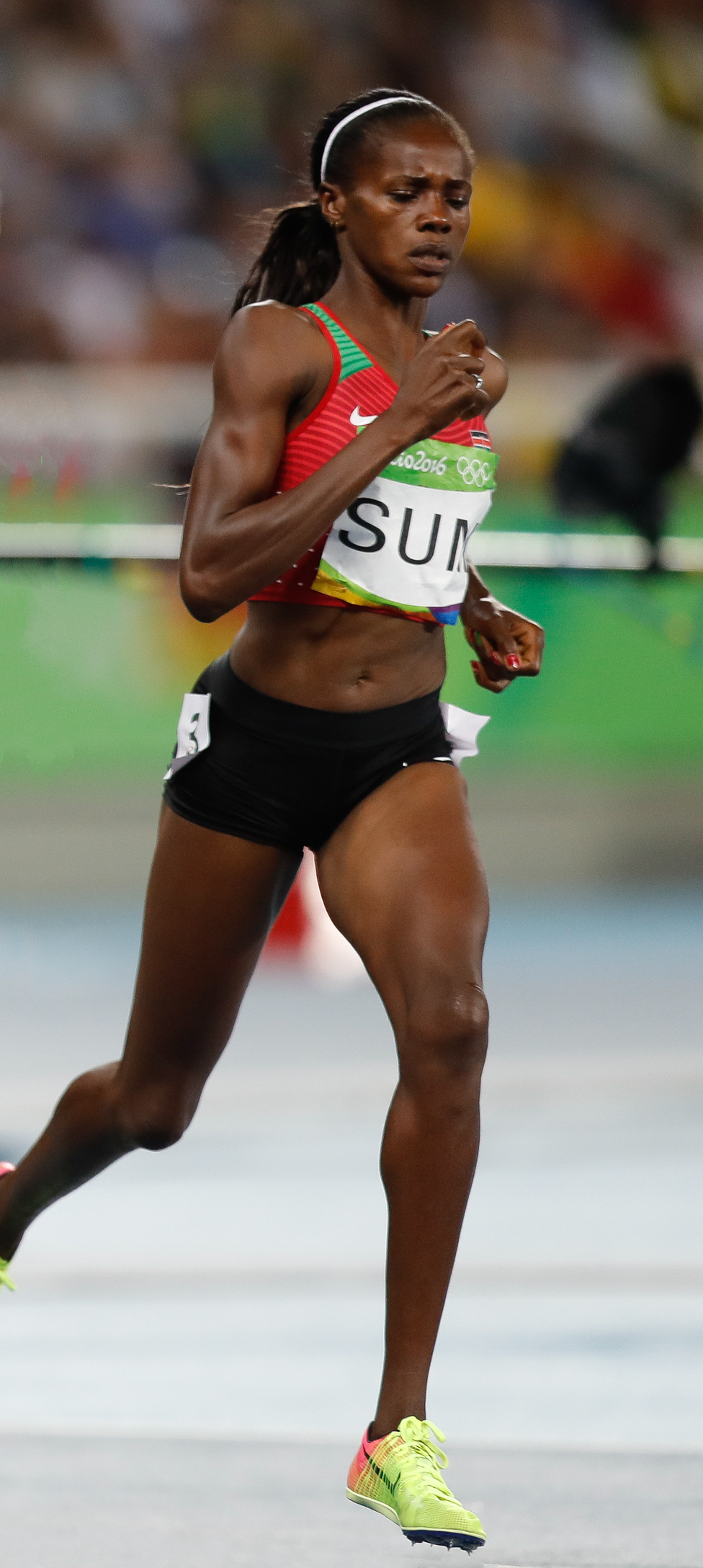
Eunice Jepkoech Sum – ausgeschieden als Sechste des zweiten Vorlaufs
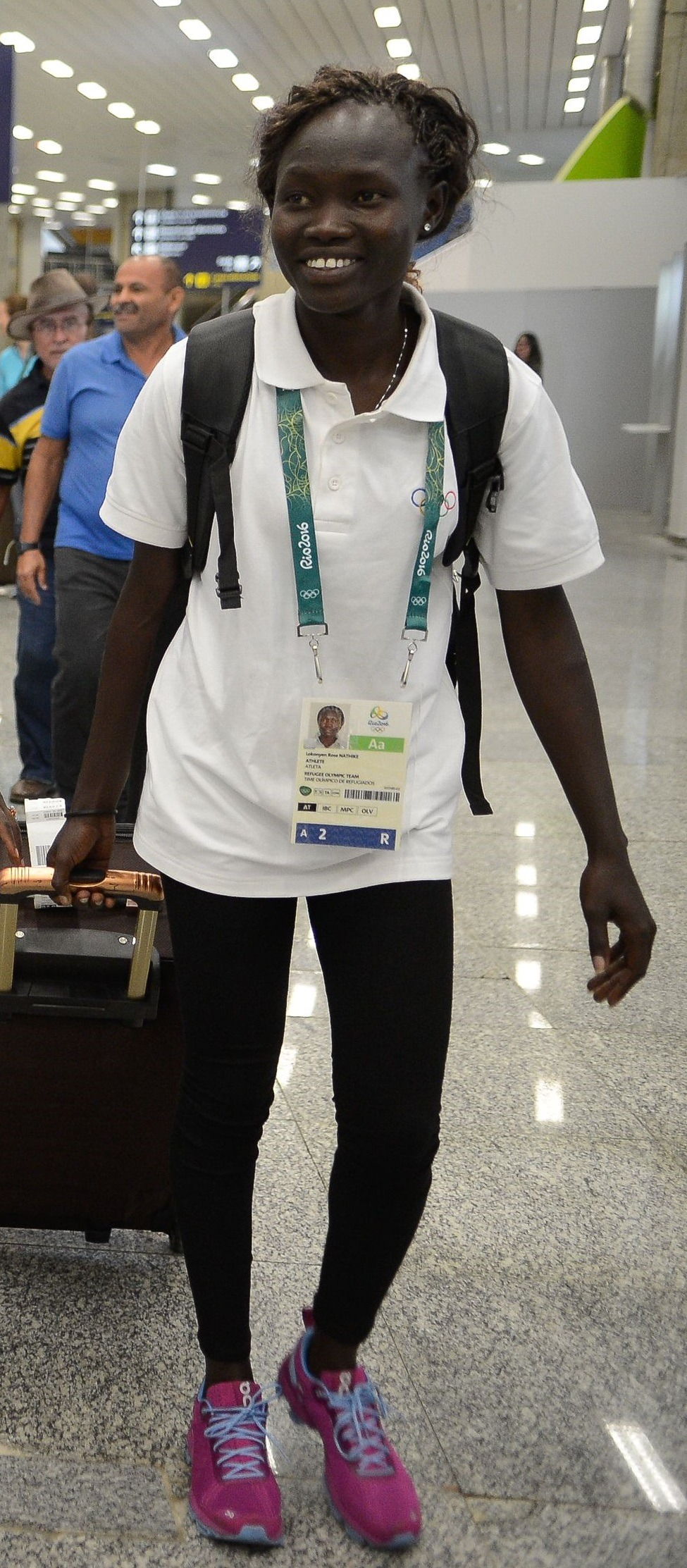
Rose Lokonyen – ausgeschieden als Achte des zweiten Vorlaufs

30. Juli 2021, 10:33 Uhr (3:33 Uhr MESZ)
| Platz | Name                | Nation               | Zeit (min) | Anmerkung |
| ----- | ------------------- | -------------------- | ---------- | --------- |
| 1     | Natoya Goule        | Jamaika              | 1:59,83    |           |
| 2     | Noélie Yarigo       | Benin                | 2:00,11    | SB        |
| 3     | Hedda Hynne         | Norwegen             | 2:00,76    |           |
| 4     | Halimah Nakaayi     | Uganda               | 2:00,92    |           |
| 5     | Katharina Trost     | Deutschland          | 2:00,99    |           |
| 6     | Eunice Jepkoech Sum | Kenia                | 2:03,00    |           |
| 7     | Nadia Power         | Irland               | 2:03,74    |           |
| 8     | Rose Lokonyen       | Refugee Olympic Team | 2:11,87    |           |

### Lauf 3

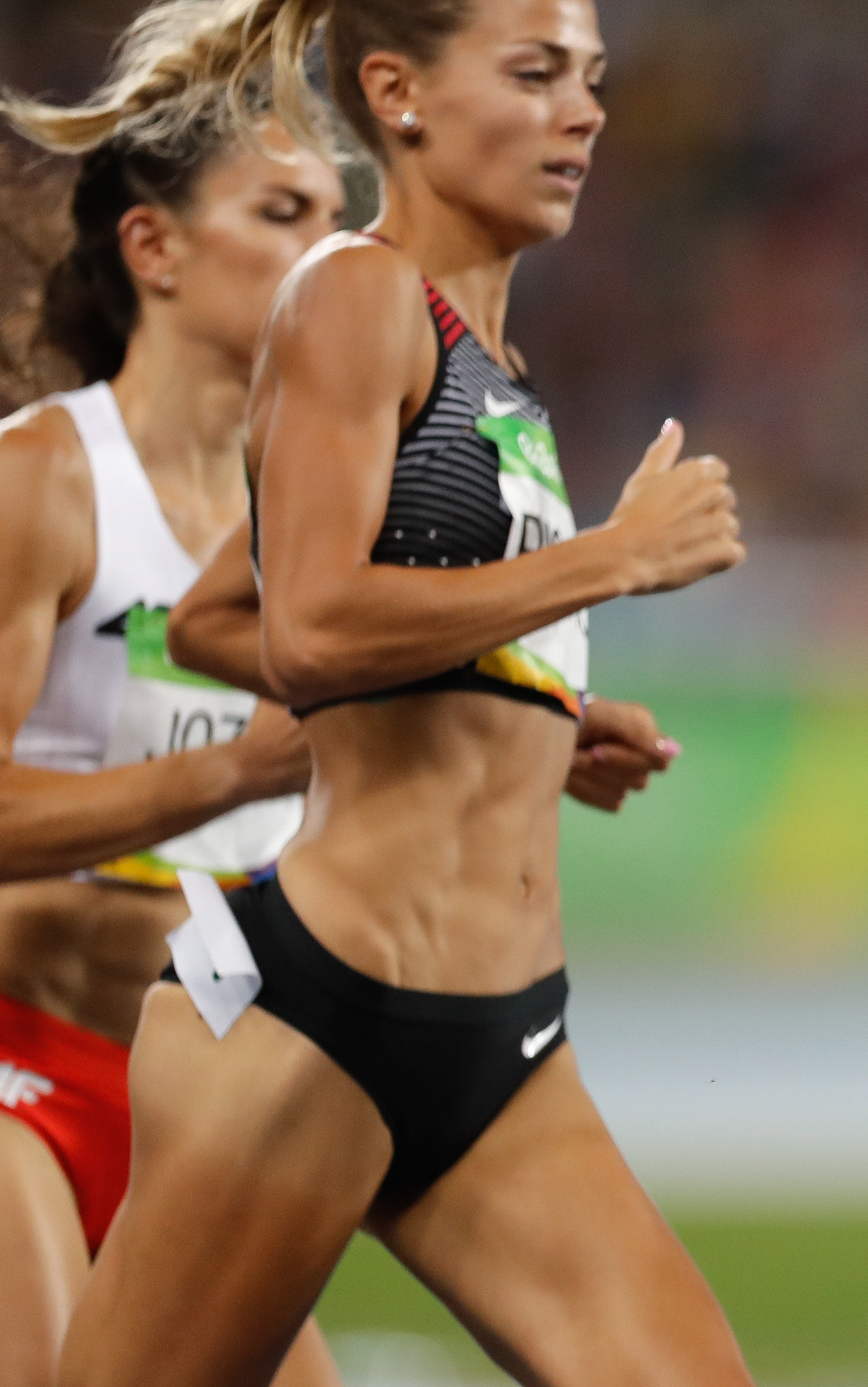
Melissa Bishop-Nriagu – ausgeschieden als Vierte des dritten Vorlaufs
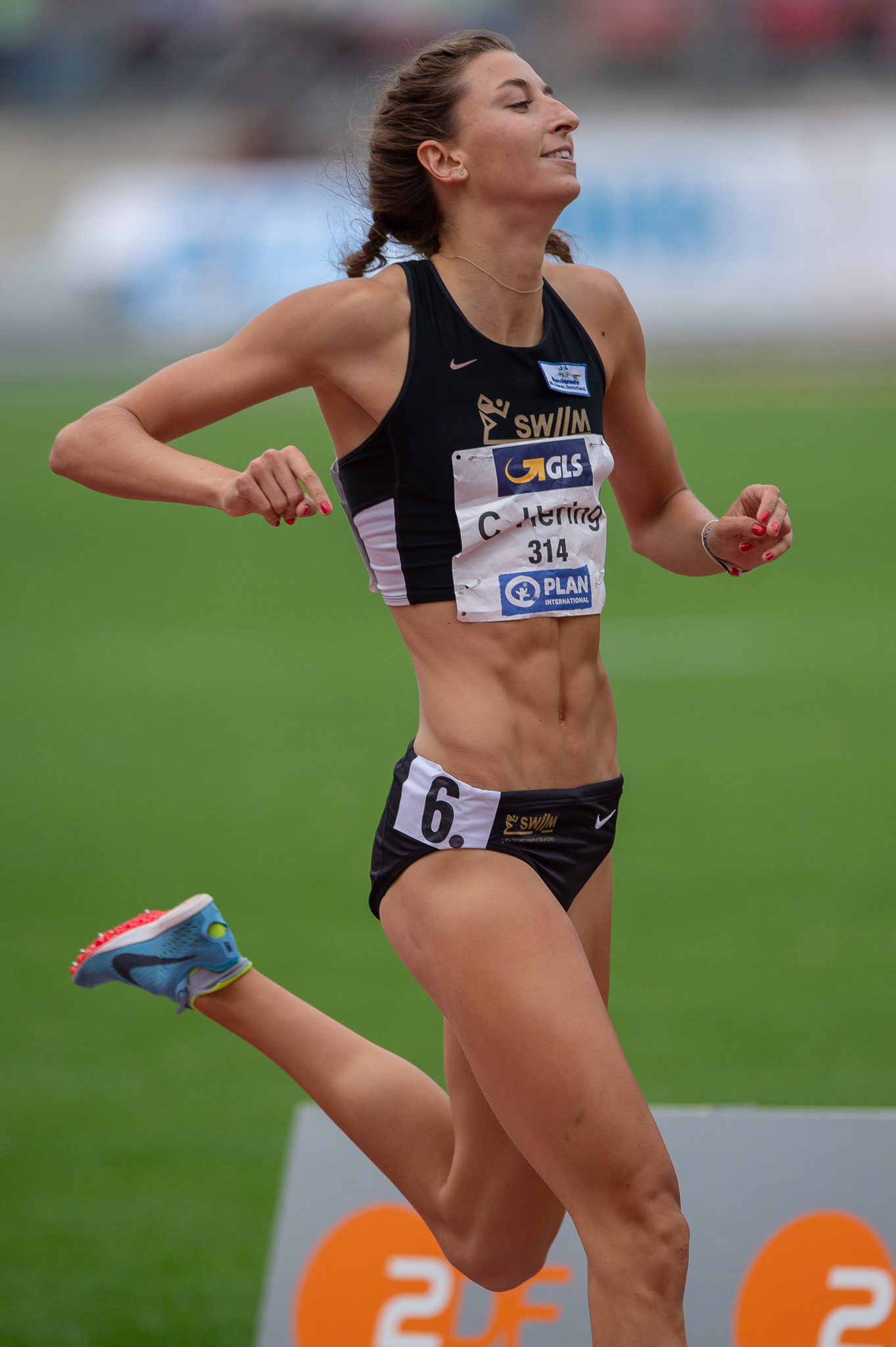
Christina Hering – ausgeschieden als Fünfte des dritten Vorlaufs

30. Juli 2021, 10:41 Uhr (3:41 Uhr MESZ)
| Platz | Name                  | Nation      | Zeit (min) |
| ----- | --------------------- | ----------- | ---------- |
| 1     | Athing Mu             | USA         | 2:01,10    |
| 2     | Habitam Alemu         | Äthiopien   | 2:01,20    |
| 3     | Joanna Jóźwik         | Polen       | 2:01,87    |
| 4     | Melissa Bishop-Nriagu | Kanada      | 2:02,11    |
| 5     | Christina Hering      | Deutschland | 2:02,23    |
| 6     | Bianka Bartha-Kéri    | Ungarn      | 2:02,82    |
| 7     | Louise Shanahan       | Irland      | 2:03,57    |

### Lauf 4

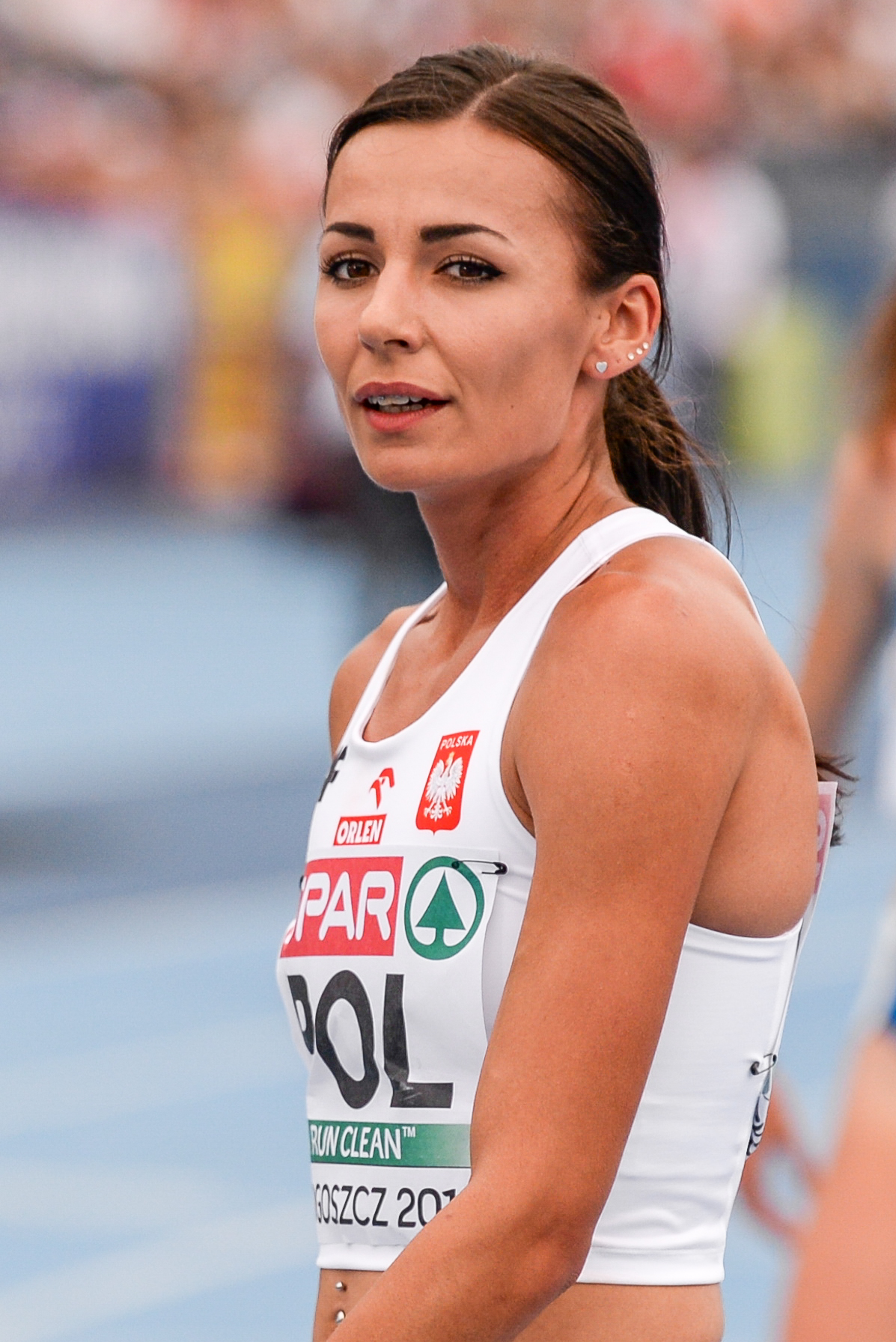
Anna Wielgosz – ausgeschieden als Sechste des vierten Vorlaufs
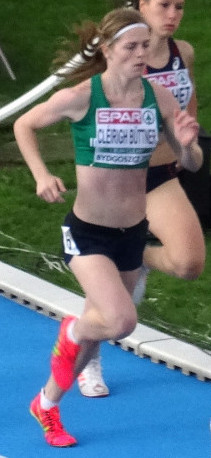
Síofra Cléirigh Büttner – ausgeschieden als Siebte des vierten Vorlaufs
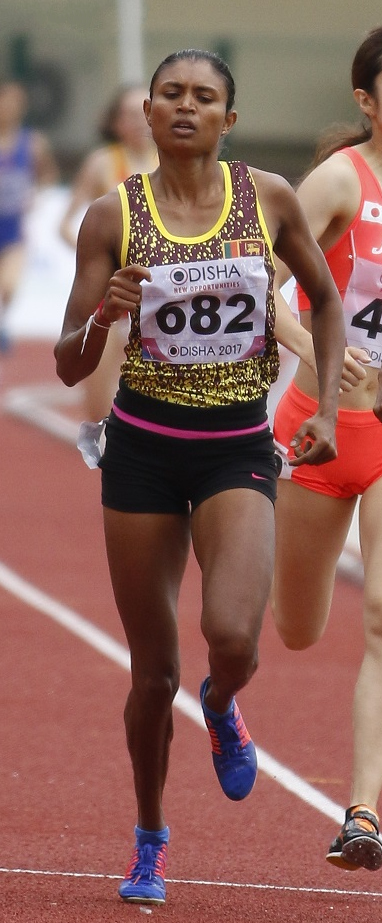
Nimali Liyanarachchi – ausgeschieden als Achte des vierten Vorlaufs

30. Juli 2021, 10:49 Uhr (3:49 Uhr MESZ)
| Platz | Name                    | Nation         | Zeit (min) |
| ----- | ----------------------- | -------------- | ---------- |
| 1     | Raevyn Rogers           | USA            | 2:01,42    |
| 2     | Keely Hodgkinson        | Großbritannien | 2:01,59    |
| 3     | Mary Moraa              | Kenia          | 2:01,66    |
| 4     | Netsanet Desta          | Äthiopien      | 2:01,98    |
| 5     | Lindsey Butterworth     | Kanada         | 2:02,45    |
| 6     | Anna Wielgosz           | Polen          | 2:03,20    |
| 7     | Síofra Cléirigh Büttner | Irland         | 2:04,62    |
| 8     | Nimali Liyanarachchi    | Sri Lanka      | 2:10,23    |

### Lauf 5
30. Juli 2021, 10:57 Uhr (3:57 Uhr MESZ)
| Platz | Name              | Nation                         | Zeit (min) | Anmerkung |
| ----- | ----------------- | ------------------------------ | ---------- | --------- |
| 1     | Rose Mary Almanza | Kuba                           | 2:00,71    |           |
| 2     | Déborah Rodríguez | Uruguay                        | 2:00,90    |           |
| 3     | Rababe Arafi      | Marokko                        | 2:00,96    |           |
| 4     | Alexandra Bell    | Großbritannien                 | 2:00,96    |           |
| 5     | Catriona Bisset   | Australien                     | 2:01,65    |           |
| 6     | Delia Sclabas     | Schweiz                        | 2:03,03    |           |
| 7     | Shafiqua Maloney  | St. Vincent und die Grenadinen | 2:07,89    |           |
| 8     | D’Jamila Tavares  | São Tomé und Príncipe          | 2:16,72    | PB        |

### Lauf 6

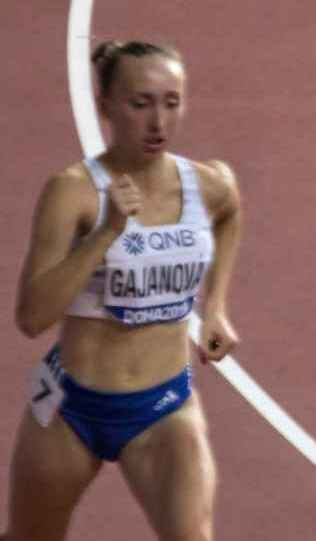
Gabriela Gajanová – ausgeschieden als Siebte des sechsten Vorlaufs

30. Juli 2021, 11:05 Uhr (4:05 Uhr MESZ)
| Platz | Name                 | Nation              | Zeit (min) | Anmerkung |
| ----- | -------------------- | ------------------- | ---------- | --------- |
| 1     | Jemma Reekie         | Großbritannien      | 1:59,97    |           |
| 2     | Ajeé Wilson          | USA                 | 2:00,02    |           |
| 3     | Wang Chunyu          | Volksrepublik China | 2:00,05    |           |
| 4     | Sara Kuivisto        | Finnland            | 2:00,15    | NR        |
| 5     | Elena Bellò          | Italien             | 2:01,07    |           |
| 6     | Natalia Romero       | Spanien             | 2:01,16    | PB        |
| 7     | Gabriela Gajanová    | Slowakei            | 2:01,41    | SB        |
| 8     | Emily Cherotich Tuei | Kenia               | 2:08,08    |           |

## Halbfinale
Das Halbfinale umfasste drei Läufe. Für das Finale qualifizierten sich pro Lauf die ersten beiden Athletinnen (hellblau unterlegt). Darüber hinaus kamen die zwei Zeitschnellsten, die sogenannten Lucky Loser (hellgrün unterlegt), weiter.

### Lauf 1

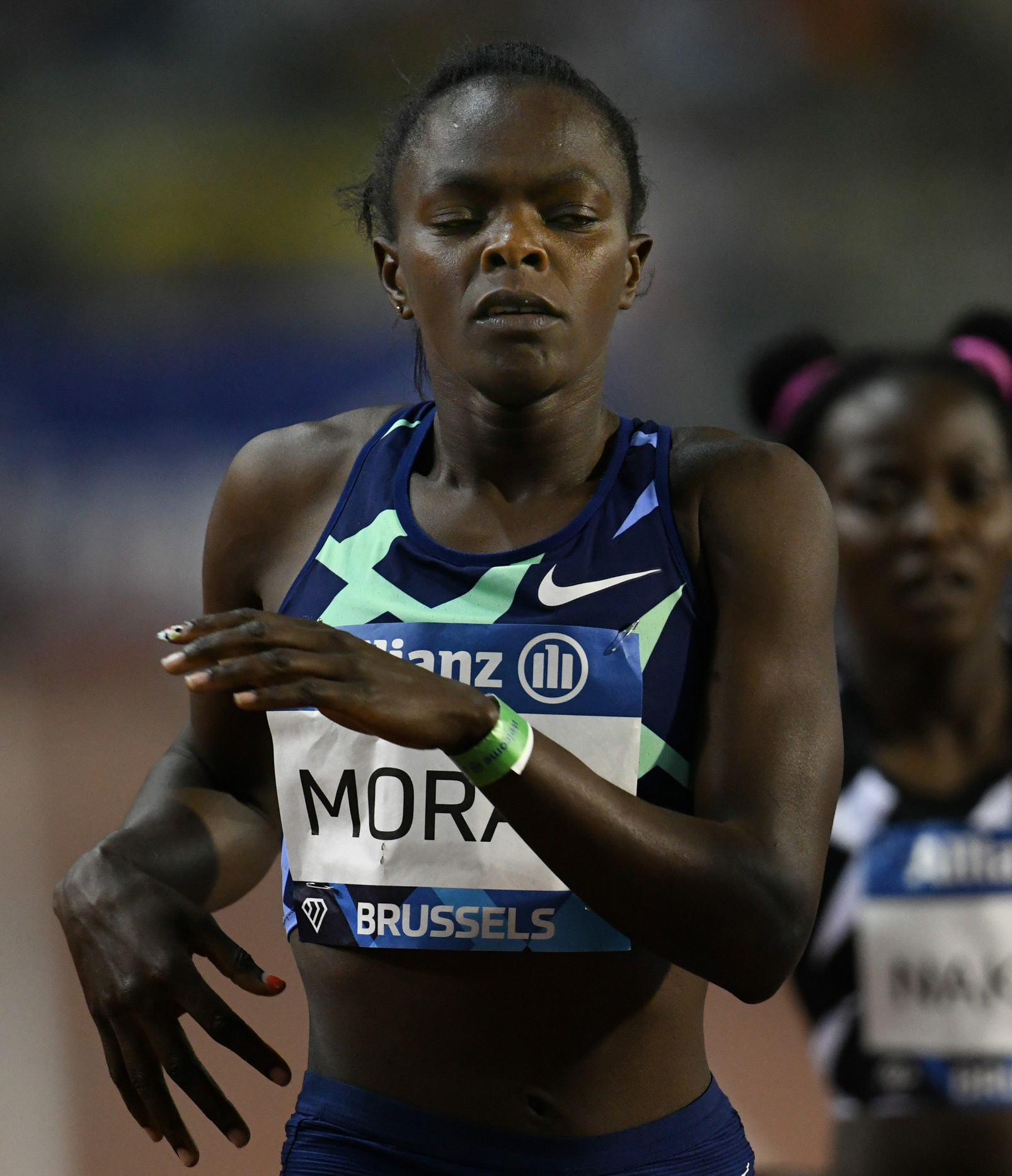
Mary Moraa  – ausgeschieden als Dritte des ersten Halbfinals
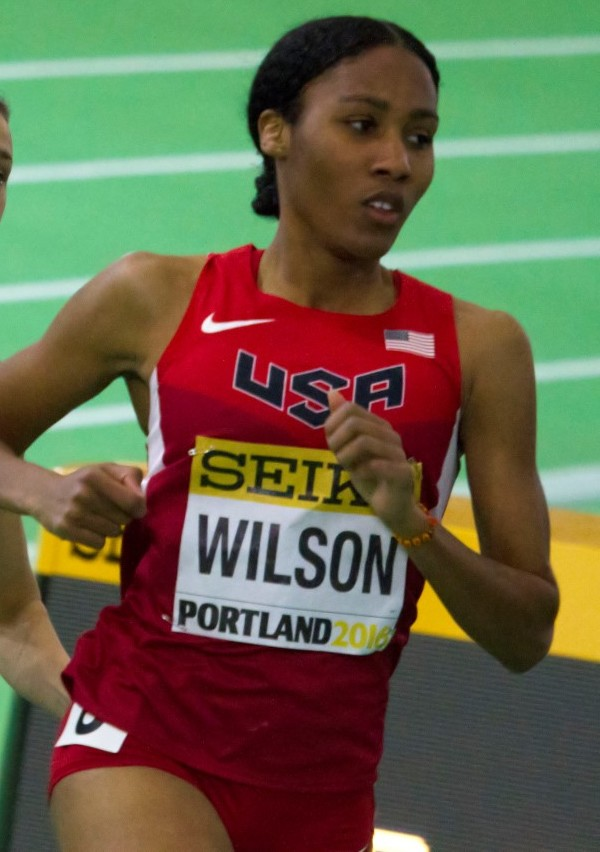
Ajeé Wilson – ausgeschieden als Vierte des ersten Halbfinals

31. Juli 2021, 20:50 Uhr (13:50 Uhr MESZ)
| Platz | Name            | Nation         | Zeit (min) |
| ----- | --------------- | -------------- | ---------- |
| 1     | Natoya Goule    | Jamaika        | 1:59,57    |
| 2     | Jemma Reekie    | Großbritannien | 1:59,77    |
| 3     | Mary Moraa      | Kenia          | 2:00,47    |
| 4     | Ajeé Wilson     | USA            | 2:00,79    |
| 5     | Joanna Jóźwik   | Polen          | 2:02,32    |
| 6     | Elena Bellò     | Italien        | 2:02,35    |
| 7     | Hedda Hynne     | Norwegen       | 2:02,38    |
| 8     | Halimah Nakaayi | Uganda         | 2:04,44    |

Weitere im ersten Halbfinale ausgeschiedene Läuferinnen:

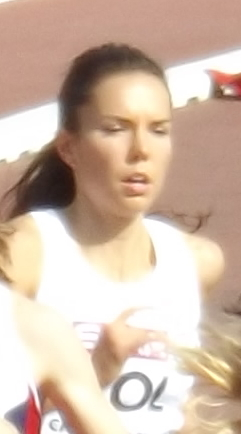
Joanna Jóźwik – Rang fünf
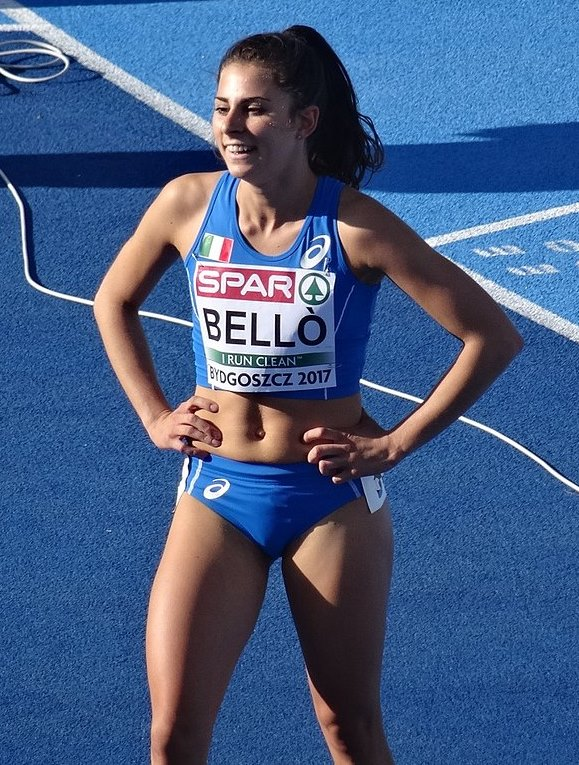
Elena Bellò – Rang sechs
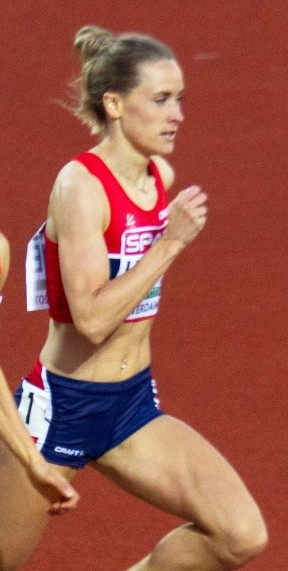
Hedda Hynne – Rang sieben
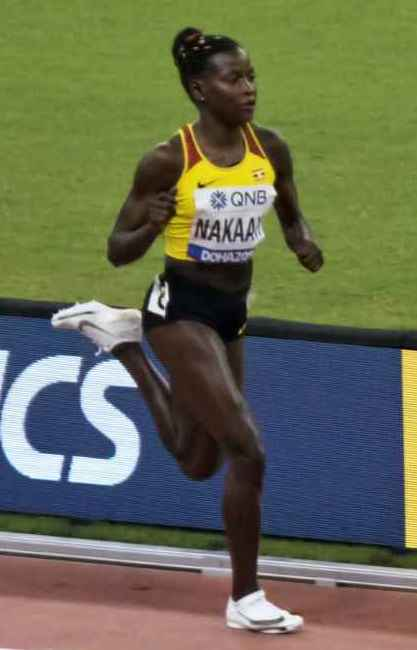
Halimah Nakaayi – Rang acht

### Lauf 2

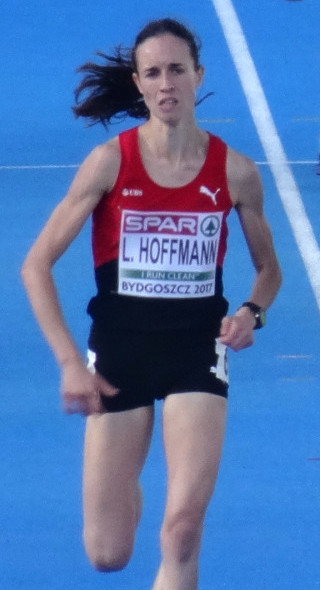
Lore Hoffmann – ausgeschieden als Vierte des zweiten Halbfinals

31. Juli 2021, 21:00 Uhr (14:00 Uhr MESZ)
| Platz | Name           | Nation         | Zeit (min) | Anmerkung |
| ----- | -------------- | -------------- | ---------- | --------- |
| 1     | Athing Mu      | USA            | 1:58,07    |           |
| 2     | Habitam Alemu  | Äthiopien      | 1:58,40    |           |
| 3     | Alexandra Bell | Großbritannien | 1:58,83    |           |
| 4     | Lore Hoffmann  | Schweiz        | 1:59,38    |           |
| 5     | Rénelle Lamote | Frankreich     | 1:59,40    |           |
| 6     | Sara Kuivisto  | Finnland       | 1:59,41    | NR        |
| 7     | Noélie Yarigo  | Benin          | 2:01,41    |           |
| 8     | Natalia Romero | Spanien        | 2:01,52    |           |

Weitere im zweiten Halbfinale ausgeschiedene Läuferinnen:

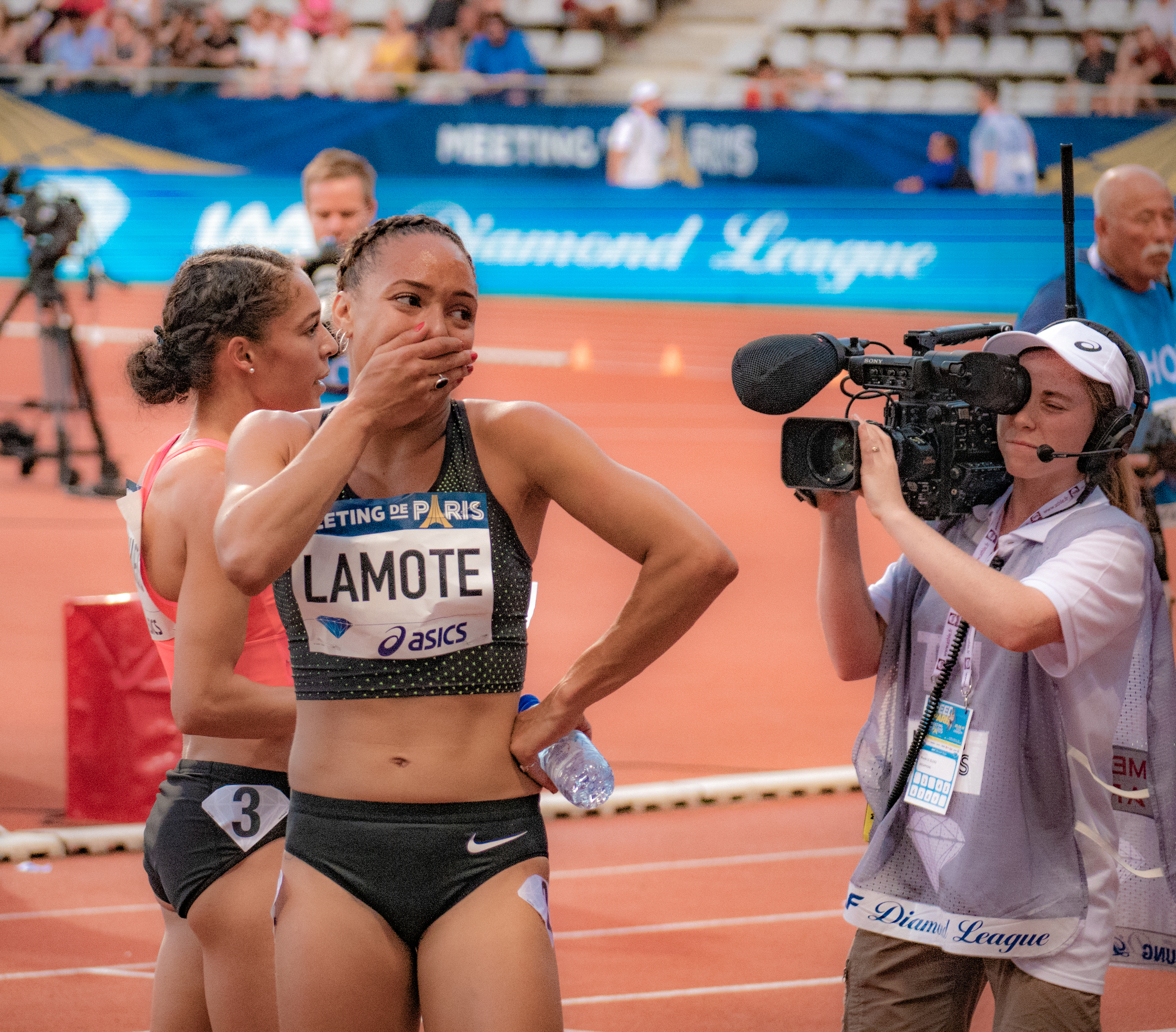
Rénelle Lamote – Rang fünf
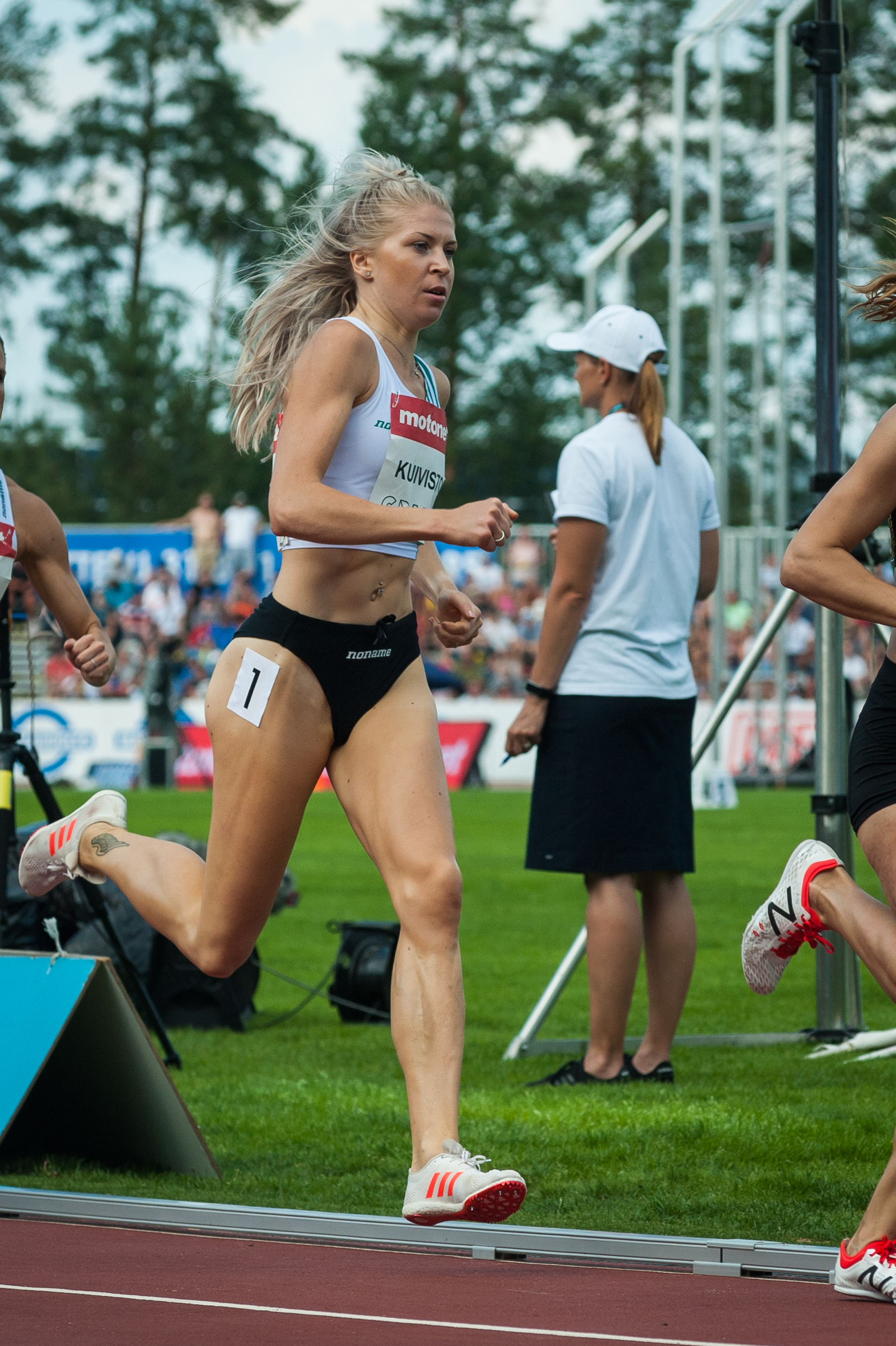
Sara Kuivisto – Rang sechs
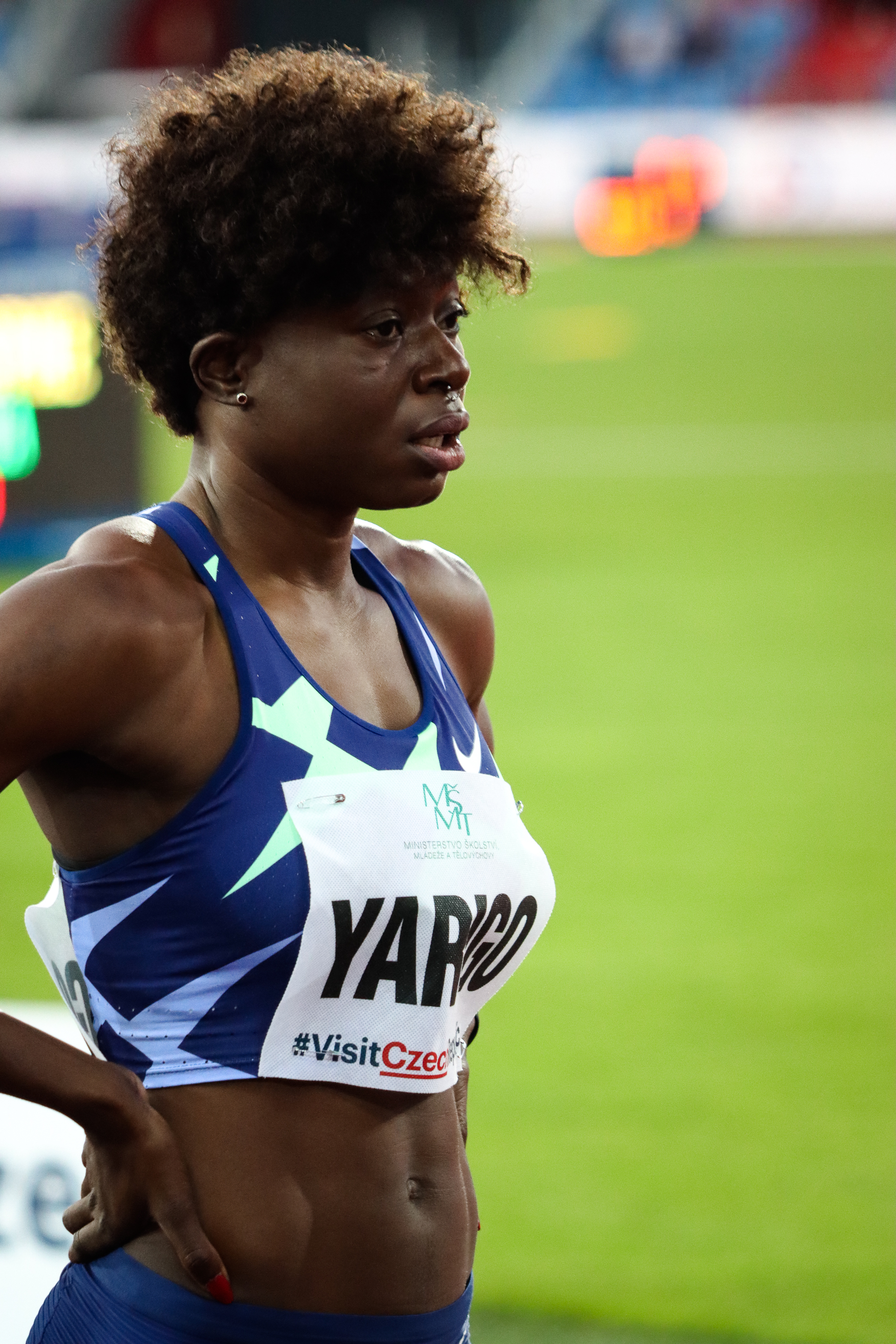
Noélie Yarigo – Rang sieben
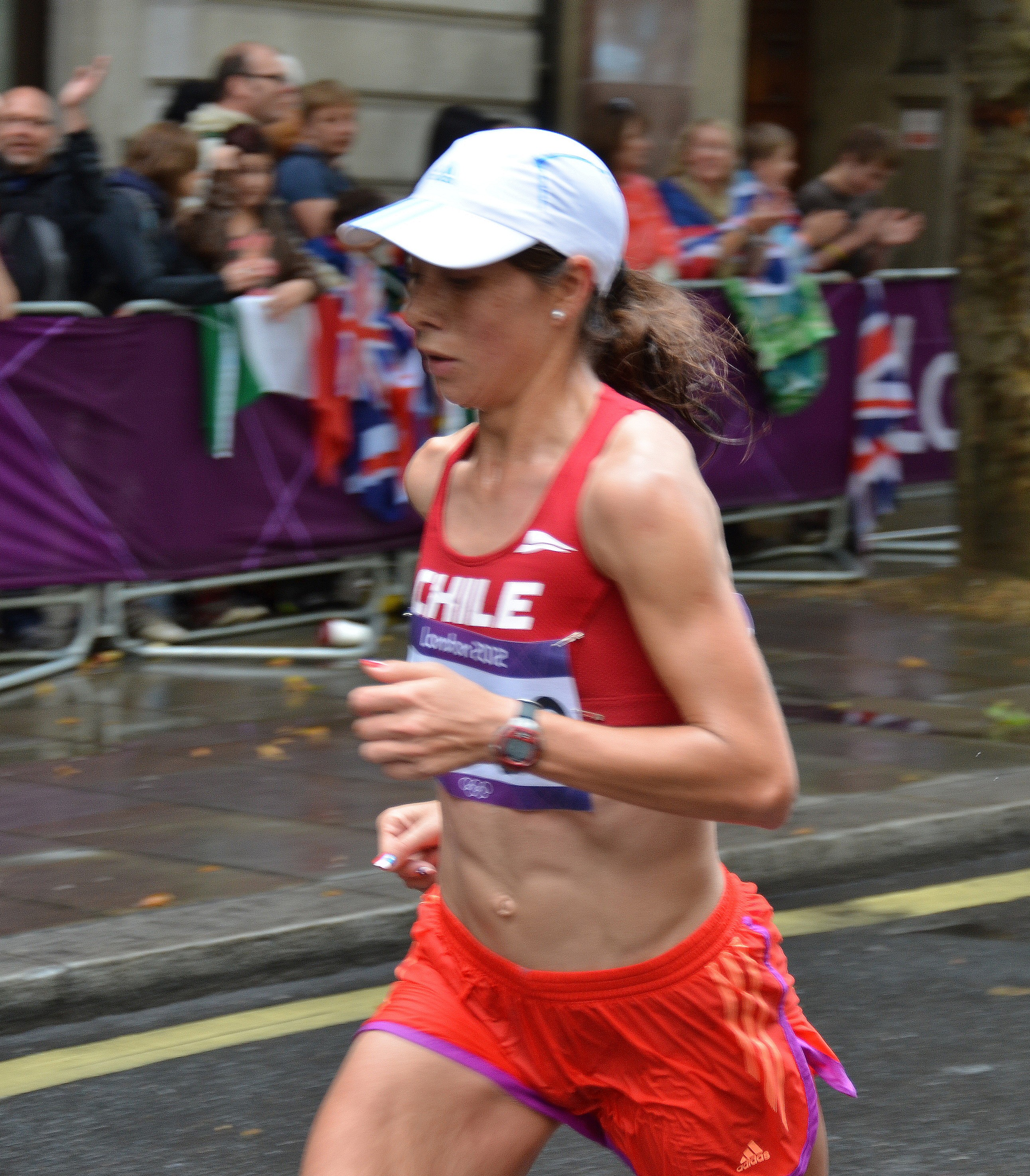
Natalia Romero – Rang acht

### Lauf 3

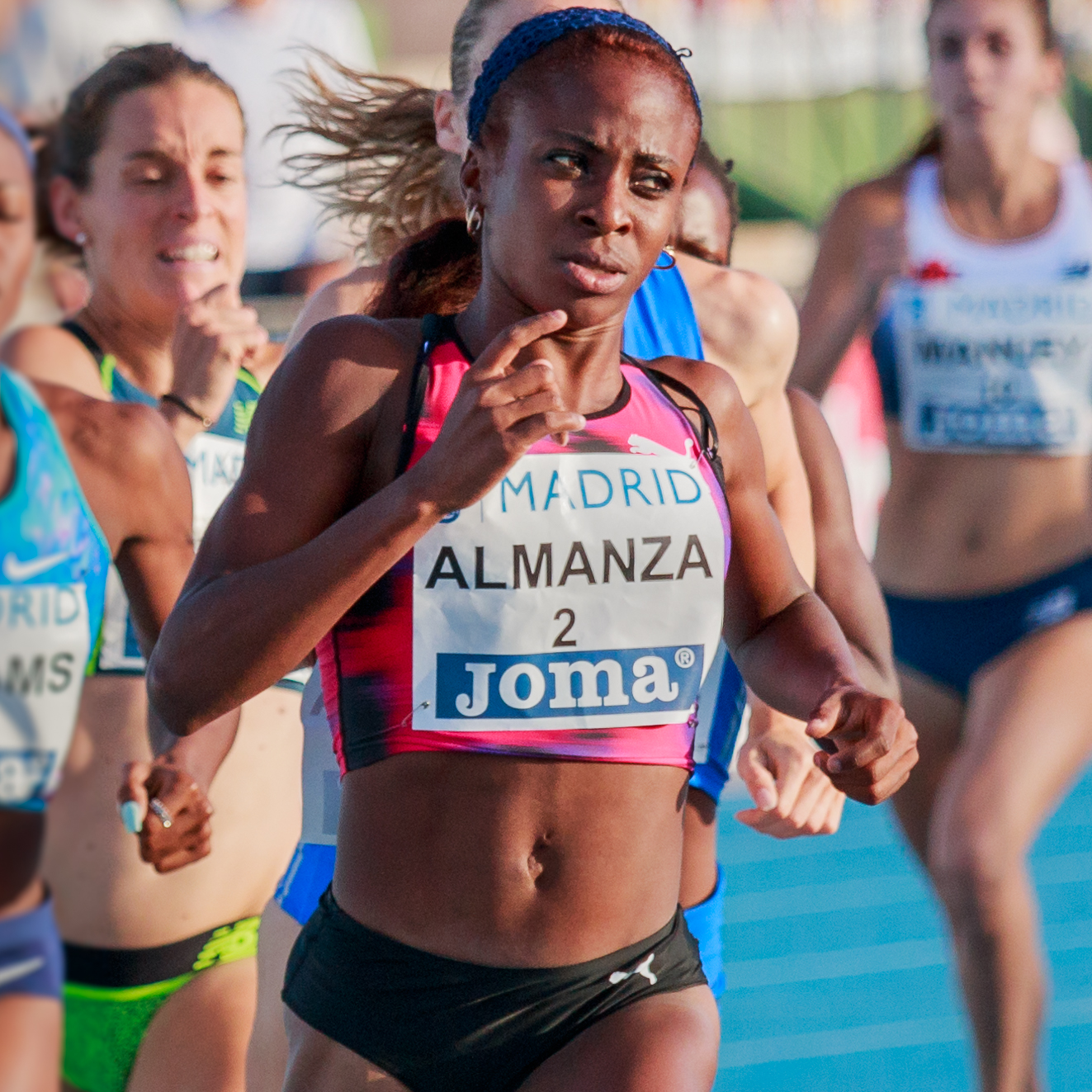
Rose Mary Almanza – ausgeschieden als Vierte des dritten Halbfinals

31. Juli 2021, 21:10 Uhr (14:10 Uhr MESZ)
| Platz | Name              | Nation              | Zeit (min) | Anmerkung |
| ----- | ----------------- | ------------------- | ---------- | --------- |
| 1     | Keely Hodgkinson  | Großbritannien      | 1:59,12    |           |
| 2     | Wang Chunyu       | Volksrepublik China | 1:59,14    | PB        |
| 3     | Raevyn Rogers     | USA                 | 1:59,28    |           |
| 4     | Rose Mary Almanza | Kuba                | 1:59,65    |           |
| 5     | Winnie Nanyondo   | Uganda              | 1:59,84    | SB        |
| 6     | Rababe Arafi      | Marokko             | 1:59,86    |           |
| 7     | Déborah Rodríguez | Uruguay             | 2:01,76    |           |
| 8     | Katharina Trost   | Deutschland         | 2:02,14    |           |

Weitere im dritten Halbfinale ausgeschiedene Läuferinnen:

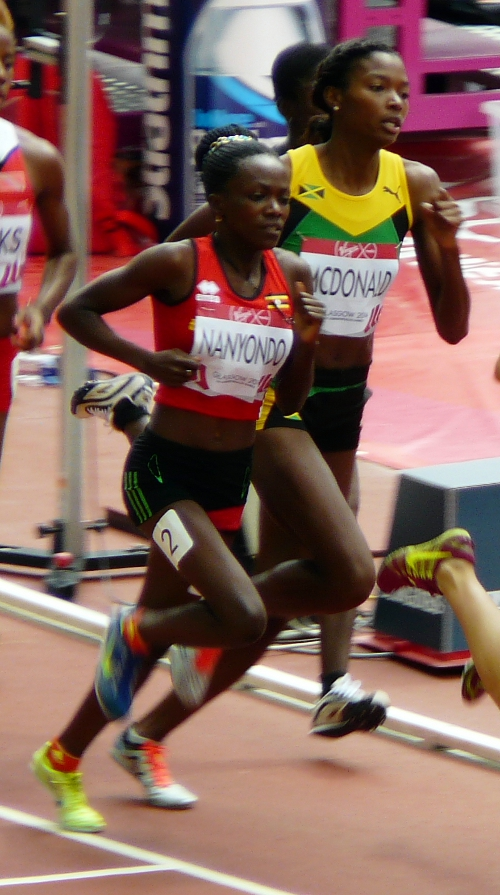
Winnie Nanyondo (rotes Trikot) – Rang fünf
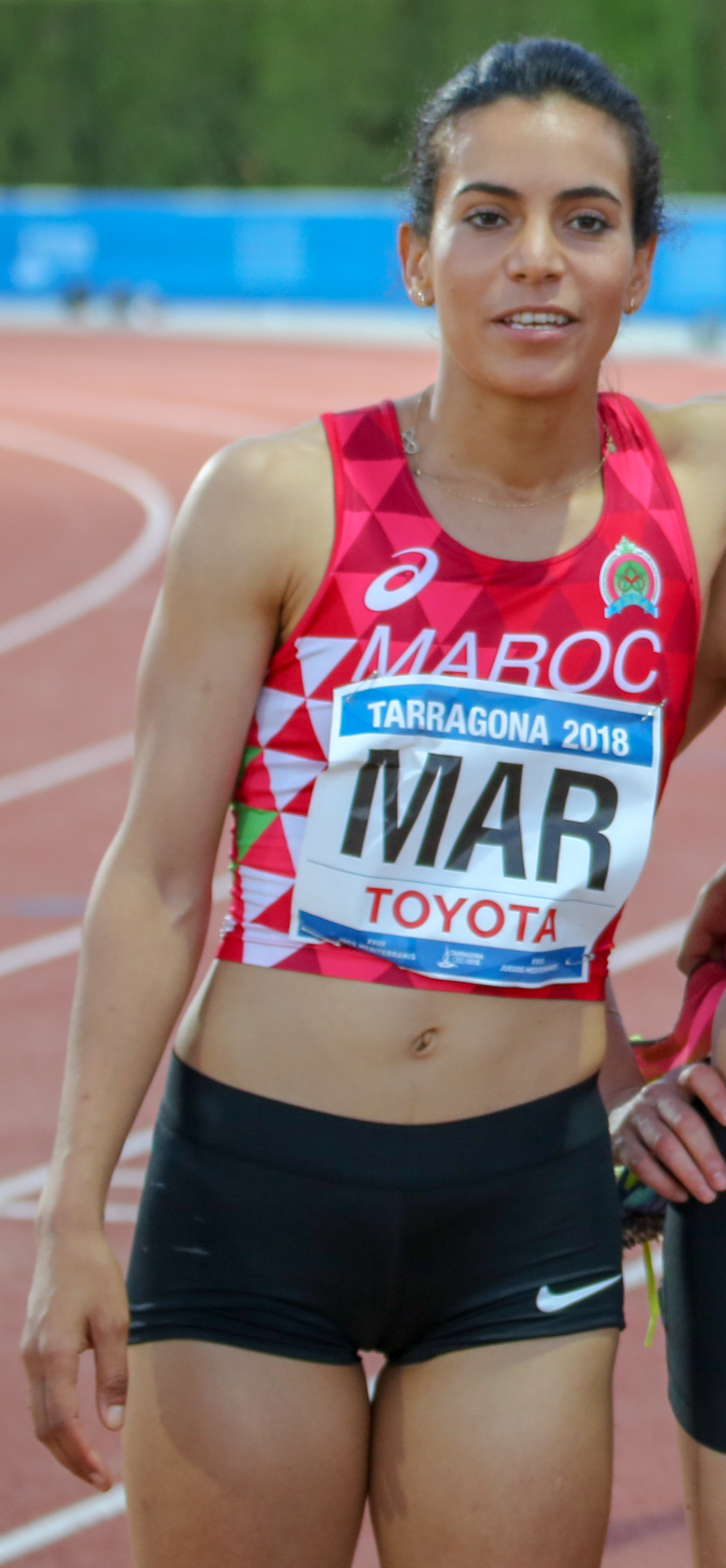
Rababe Arafi – Rang sechs
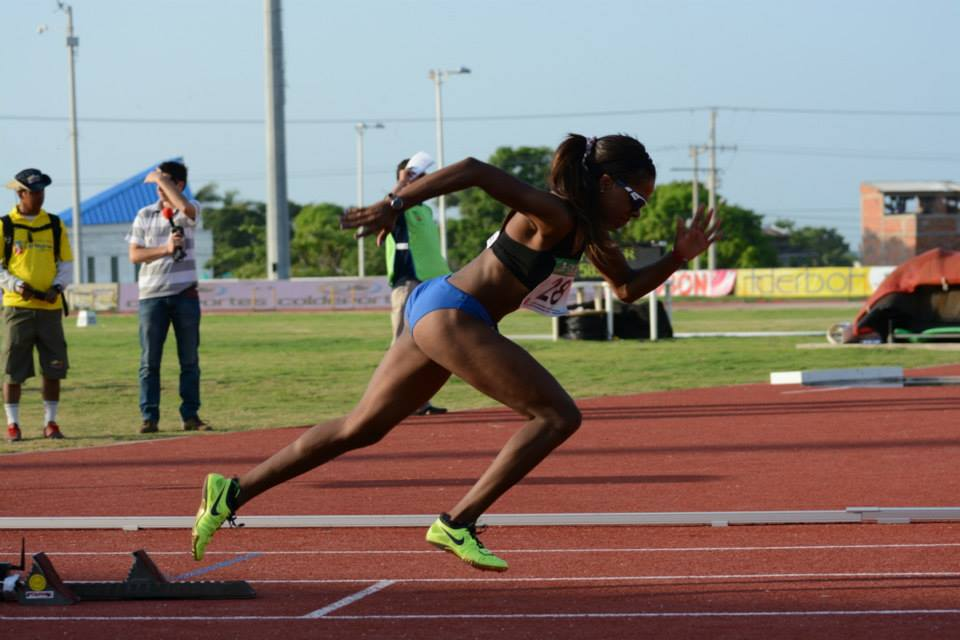
Déborah Rodríguez – Rang sieben
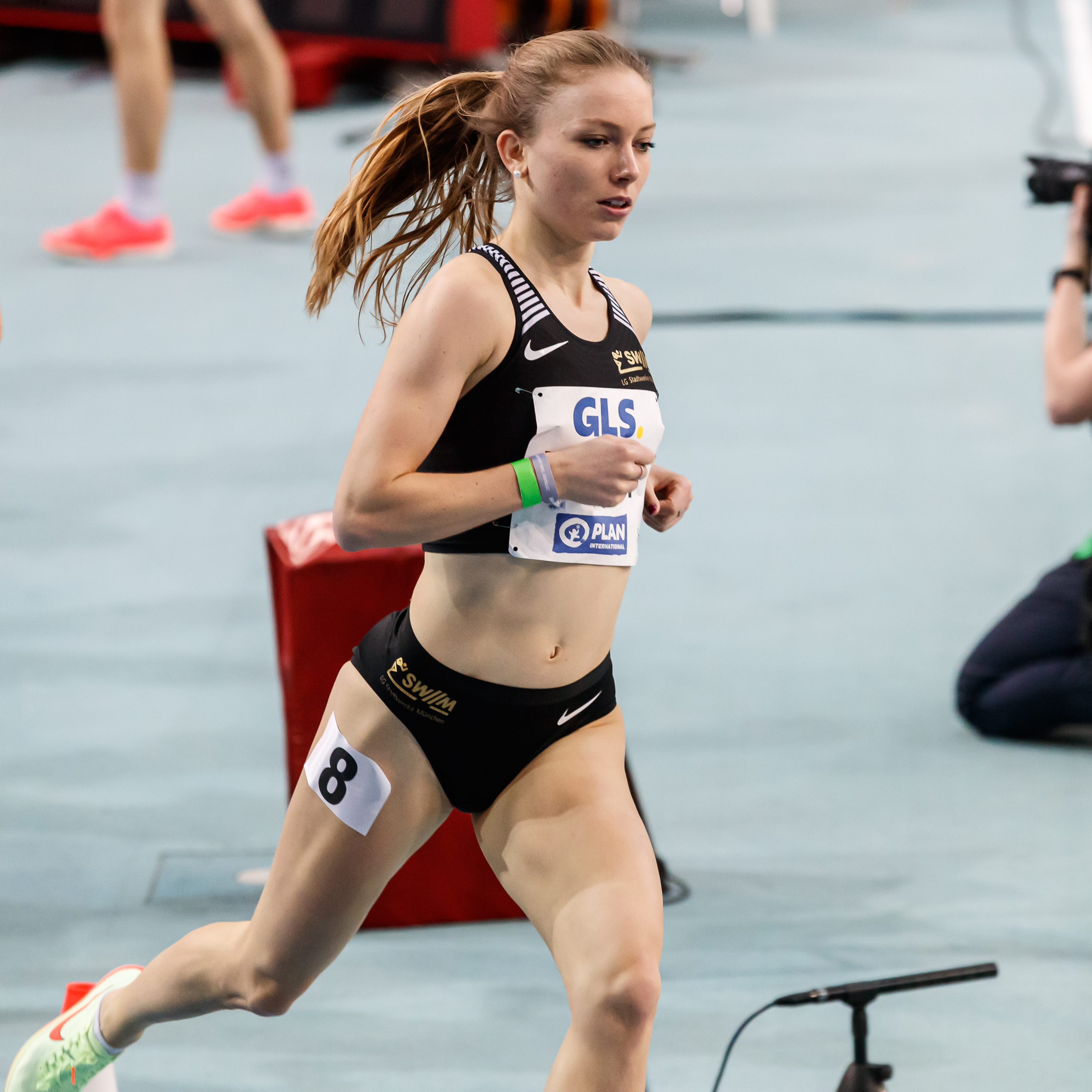
Katharina Trost – Rang acht

## Finale

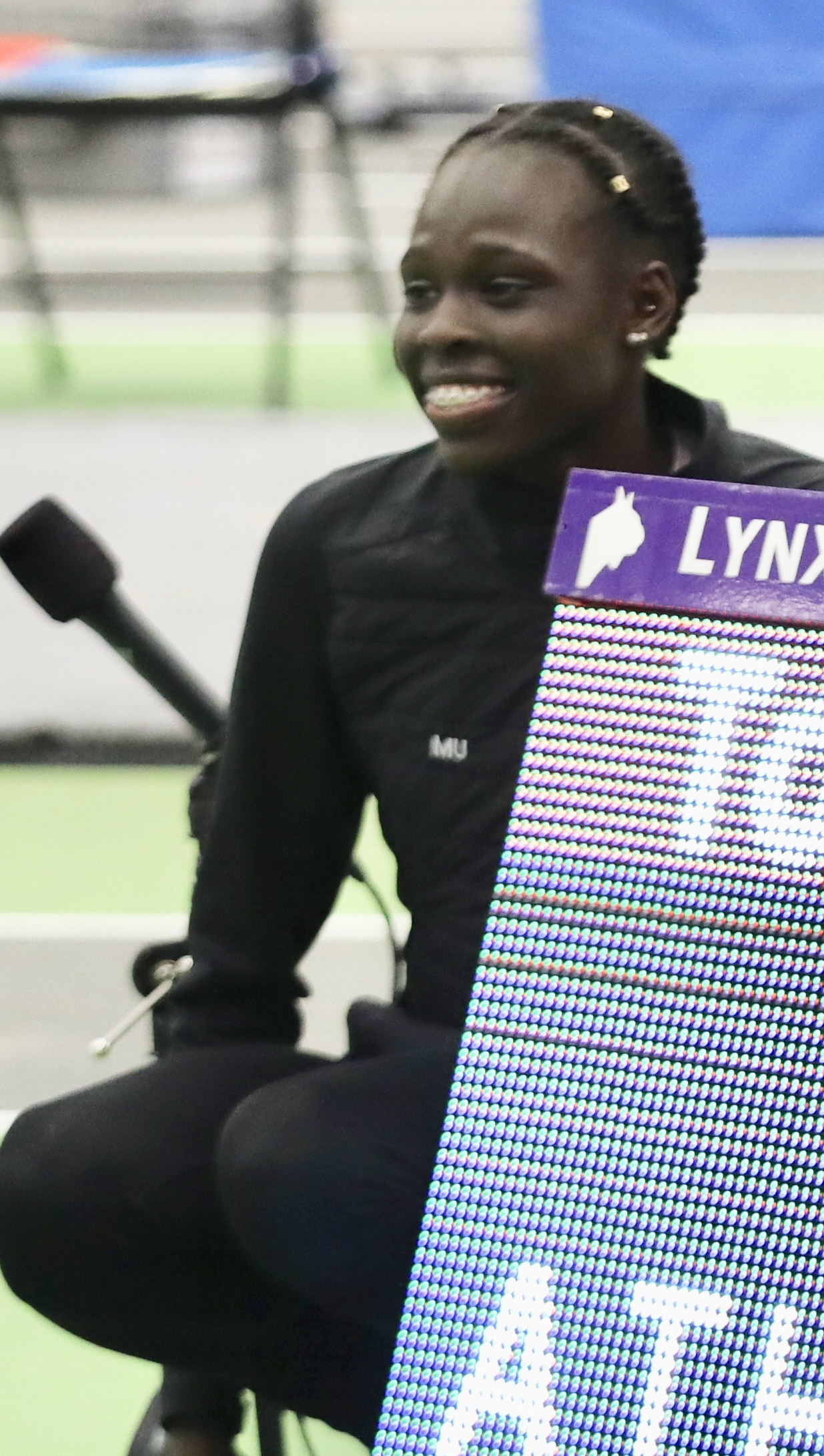
Athing Mu – 800-Meter-Siegerin mit mehr als einer halben Sekund Vorsprung

3. August 2021, 21:25 Uhr (14:25 Uhr MESZ)
| Platz | Name             | Nation              | Zeit (min) | Anmerkung |
| ----- | ---------------- | ------------------- | ---------- | --------- |
| 1     | Athing Mu        | USA                 | 1:55,21    | NR        |
| 2     | Keely Hodgkinson | Großbritannien      | 1:55,88    | NR        |
| 3     | Raevyn Rogers    | USA                 | 1:56,81    | PB        |
| 4     | Jemma Reekie     | Großbritannien      | 1:56,90    | PB        |
| 5     | Wang Chunyu      | Volksrepublik China | 1:57,00    | PB        |
| 6     | Habitam Alemu    | Äthiopien           | 1:57,56    | SB        |
| 7     | Alexandra Bell   | Großbritannien      | 1:57,66    | PB        |
| 8     | Natoya Goule     | Jamaika             | 1:58,26    |           |

Von Beginn an ergriff die neunzehnjährige US-Amerikanerin Athing Mu die Initiative und führte das Feld der 800-Meter-Läuferinnen an. In 57,82 Sekunden passierte sie die 400-Meter-Marke und machte unbeirrt weiter das Tempo. Auch auf der zweiten Runde gestaltete sie ihr Rennen genauso weiter. Athing Mu gab die Spitze nicht mehr ab, sie stürmte durch die Zielkurve, beschleunigte mit langen Schritten auf der Zielgeraden noch einmal und wurde Olympiasiegerin nach einem Start-Ziel-Sieg. Mit 1:55,21 min stellte sie einen neuen Landesrekord auf.
Eine weitere neunzehnjährige Athletin, die Britin Keely Hodgkinson, errang hinter der US-Amerikanerin die Silbermedaille. Auch sie lief mit 1:55,88 min Landesrekord. Der bisherige britische Rekord war seit 26 Jahren im Besitz von Kelly Holmes gewesen. Als Vorletzte ging die US-Amerikaner Raevyn Rogers aus der letzten Kurve in die Zielgerade, auf der sie sich in persönlicher Bestzeit von 1:56,81 min noch Bronze erspurtete.
Athing Mu war nach der Kenianerin Pamela Jelimo, die 2008 in Peking im Alter von achtzehn Jahren Gold gewonnen hatte, die zweitjüngste Olympiasiegerin über 800 Meter.

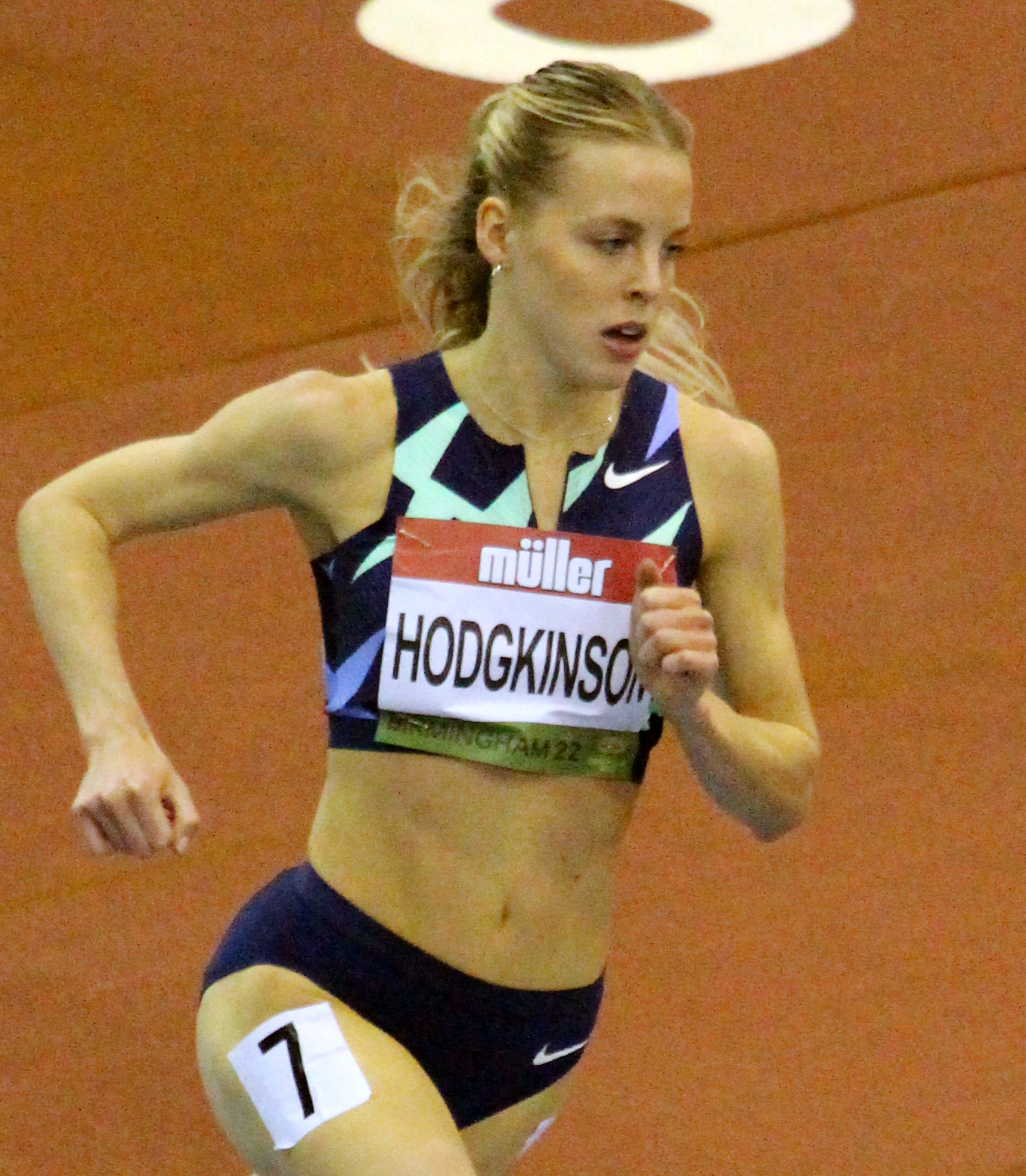
Silbermedaillengewinnerin Keely Hodgkinson
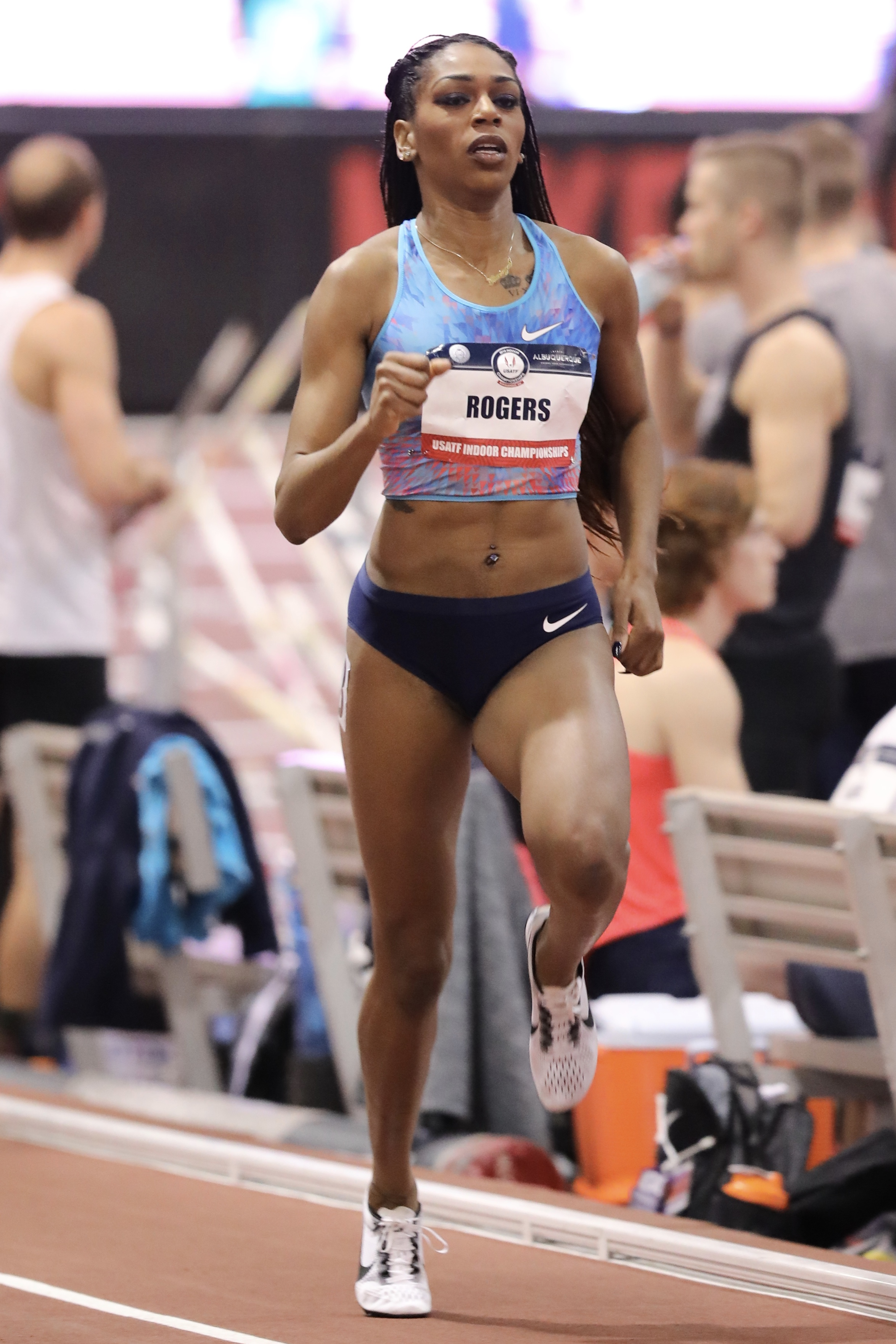
Bronzemedaillengewinnerin Raevyn Rogers
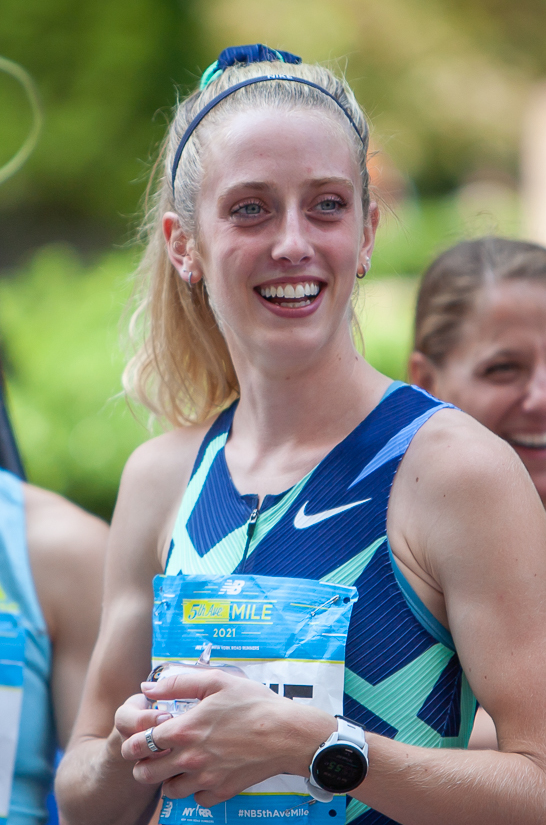
Jemma Reekie belegte Rang vier
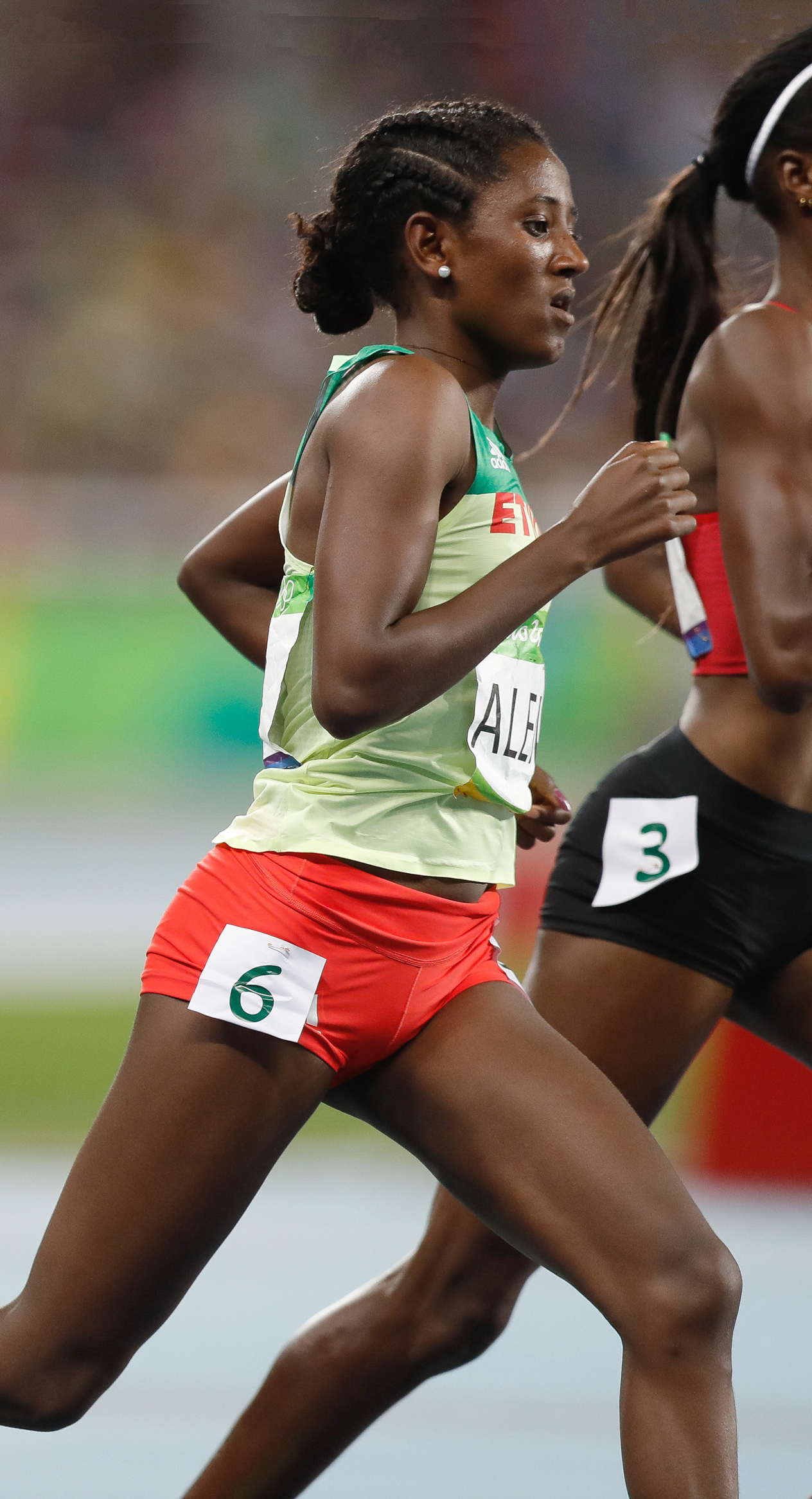
Habitam Alemu kam auf den sechsten Platz
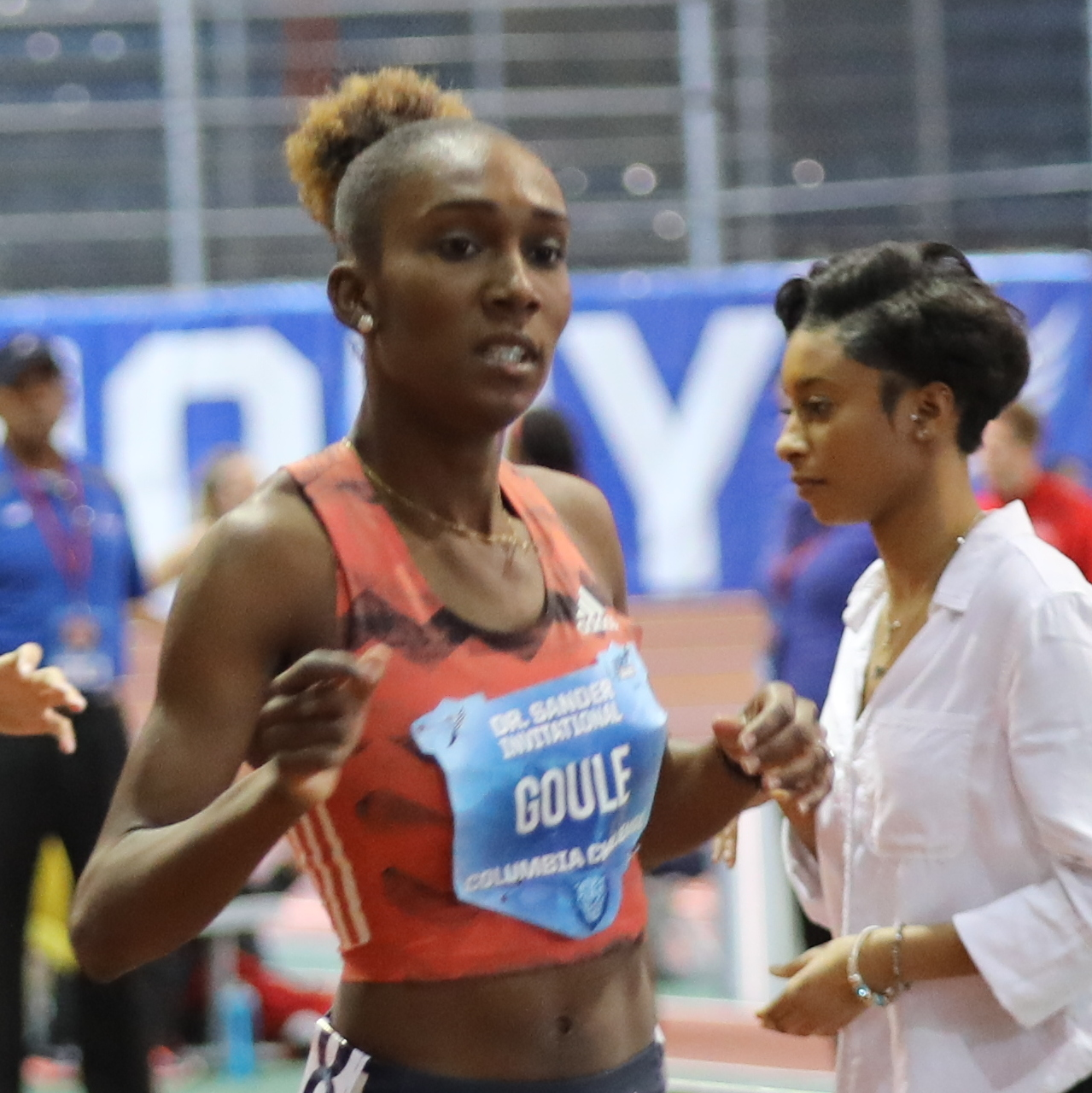
Rang acht für Natoya Goule

## Video
- Women's 800m final, Tokyo Replays, youtube.com, abgerufen am 30. Mai 2022